# 悅居／樂居
悅居／樂居（葡萄牙語：Edifício Ut Koi / Edifício Lok Koi）位於澳門澳門半島黑沙環新填海區P地段地塊B及地塊C，由8幢暫住房項目組成，由澳門特別行政區政府以批准跟進批給方式交予澳門都市更新股份有限公司興建。地段B承建商為建利－中國路橋－新建設合作經營；地段C承建商分為兩個標段，其中標段C1承建商為明信建築置業有限公司－達昌建築工程有限公司合作經營；標段C2承建商為長江－中德合作經營（標段C2）。

## 歷史
暫住房項目前身為保利達集團海一居地段，因25年臨時批租期屆滿而未能完成利用，根據行政長官批示宣告將根據《土地法》及相關法律的規定，在“海一居”P地段批給期間屆滿（2015年12月25日）後的土地批給失效。相關土地於2019年3月13日正式收回。
2021年6月3日，地段B暫住房建造工程獲判給公司為建利 - 中國路橋 - 新建設合作經營，判給金額為約8.786億澳門元。
2021年7月6日，地段C暫住房建造工程的兩間獲判給聯營體代表，分別簽署判給意向書。C地段建造工程分拆為C1及C2兩個標段招標，標段C1將興建兩棟樓高41層及兩棟樓高50層的暫住房， 工程判給予明信建築置業有限公司-達昌建築工程有限公司合作經營，判給金額為19.245億澳門元。另外，標段C2將興建兩棟樓高50層的暫住房，工程判給予長江-中德合作經營，判給金額為11.126億澳門元。標段C1及標段C2均建有一層相連的地庫。
2023年12月，暫住房項目全數8幢住宅樓宇結構封頂。
2025年6月27日，暫住房項目竣工，展開竣工檢驗工作，並正式命名為「悅居」及「樂居」。
2025年7月2日，澳門立法會第二常設委員會完成討論修改《2025年財政年度預算案》法案，並簽署意見書。委員會透露澳門衛生局申請取消項目“石排灣SQ2地段專家住宅樓”預算撥款，預算為4,000多萬元，改由黑沙環暫住房“悅居”提供，最快2026年投入使用。

## 住宅
項目位於B地段和C地段，合共8棟樓宇及提供2,803個單位。B地段由一座裙樓及其上兩座塔樓組成的樓宇，裙樓高四層，其中一層為地庫，塔樓高34層，其中一層為避火層，亦有商業及停車場。C地段面積19,257平方米，用作興建一幢屬分層所有權制度「暫住房」，由兩座裙樓及其上六座塔樓組成的樓宇，裙樓由四層地上層及一層相連地庫組成，塔樓兩座高37層，四座高46層，各有兩層避火層。

## 設施
項目設有多元化康樂休閒設施，包括戶外及架空層康體運動空間、兒童遊樂區及漫步道，綠化比率超過50%。項目內建有商業空間、公共巴士轉乘站等，停車場提供約1,100個私家車及約600個電單車泊位。

## 示範單位
“P地段”暫住房展示區位於澳門俾利喇街望廈社屋─望德樓三樓，於2021年7月13日起全面向公眾開放參觀，現場設導賞介紹暫住房總體規劃及示範單位設計，參觀人士必須通過都更公司網頁預約參觀。
2025年7月1日，位於澳門俾利喇街望德樓三樓的暫住房展示區正式關閉；設於松柏街樂居第四座48樓暫住房示範單位開放預約參觀。